# Steinecke

Steinecke (eller Meisterbäckerei Steinecke), även känd som Brotmeisterei Steinecke, Bäcker Steinecke är ett stort bageri baserat i Mariental nära Helmstedt i Niedersachsen och en av de ledande bageri- och cafekedjorna i Tyskland.
Företaget grundades 1945 av Erich Steinecke, som lade grunden till dagens stora företag i Groß Sisbeck. Under de följande åren utökades produktionsanläggningen för att försörja Gifhorn, Peine, Hildesheim och Hannover. 1959 flyttade företaget från Groß Sisbeck till Mariental-Horst. Butiker i Berlin har erbjudit Steinecke-bröd sedan 1965. Under 1990-talet byggdes även Berlincaféerna och bagerierna ut kraftigt.
Efter att sortimentet tidigare år utökats till att omfatta sydländskt bröd, ekologiska produkter och snacks, har rostat kaffe och andra kaffespecialiteter erbjudits sedan 2010. Efter grundarens död den 14 augusti 2010 tog hans barnbarn Katrin Steinecke över den traditionella verksamheten.
De tre produktionsanläggningarna i Mariental, Berlin och Bernburg förser 526 filialer (från och med 2022), som sysselsätter cirka 4 000 personer.